# Joseph Pickett

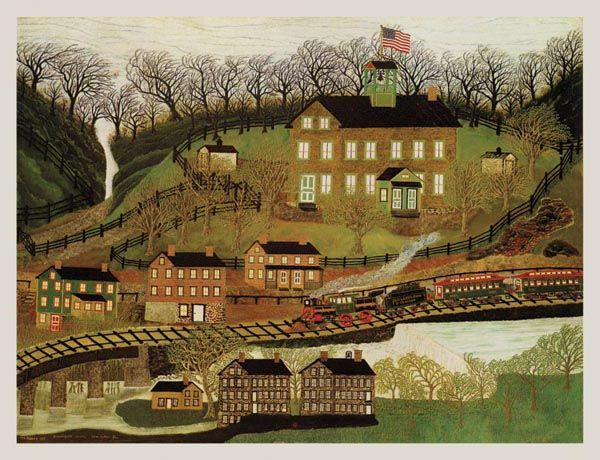
Manchester Valley, av Pickett.

Joseph Pickett, född mars 1848 i New Hope, Pennsylvania, död 12 december 1918 i New Hope, var en amerikansk målare.

## Biografi
Picketts far, Edward Pickett, hade flyttat till New Hope 1840 för att reparera en av kanalportarna och stannade för att bli båtbyggare. Joseph arbetade en mängd olika jobb under sitt liv, såsom snickare, skeppsbyggare, och lagerhållare. Han drev skjutbanor på karnevaler och öppnade en egen vid nöjesparken i Neshaminy Falls, Pennsylvania.
Pickett gifte sig vid 45 års ålder och lämnade då karnevalen för att öppna en lanthandel. Han började först måla i detta senare skede i hans liv och var känd för att måla lokala motiv i sin hemstad New Hope. Hans konst upptäcktes inte av allmänheten förrän på 1930-talet. Bevarat är endast några få, sirligt detaljbroderade målningar, vilka dock gör att Pickett vid sidan av Edward Hicks hör till USA:s mest hyllade naivister.
Pickett begravdes på Hulmeville kyrkogård i Hulmeville, Pennsylvania. Det sägs också ha varit observationer av spöken av Pickett i ett hus som han hade bott i.